# Jamtsying Davaajav
Jamtsying Davaajav (in mongolo Жамцын Даваажав; 28 giugno 1953 – 2000) è stato un lottatore mongolo, specializzato nella lotta libera.

## Palmarès

### Olimpiadi
- 1 medaglia:
  - 1 argento (Mosca 1980 nei -74 kg)

### Giochi asiatici
- 1 medaglia:
  - 1 bronzo (Bangkok 1978 nei -74 kg)